# L7 (гурт)
L7 — американський рок-гурт з Лос-Анджелесу, Каліфорнія, США. Існував у період між 1985 та 2001 рр., а 2014 року знову возз'єднався. Через їхній стиль та образ, їх часто асоціюють з грандж рухом кінця 80-х початку 90-х. Гурт L7 також вплинув на багатьох райот герл гуртів 90-х.

## Історія
L7 заснували 1985 року в Лос-Анджелесі Доніта Спаркс та С'юзі Гарднер. Рік перед тим, Гарднер вже встигла виконати бек-вокал для пісні «Slip It In» гурту Black Flag. До панк-рок дуету приєдналися Дженніфер Фінч (бас-гітара) та Рой Котскі (ударні). Котскі незабаром покинула гурт, а 1988 року на короткий час її замінила Енн Андерсон. Після Андерсон, постійним барабанщиком гурту стала Деметра «Ді» Плакас.
Гурт отримав свою назву від сленгового слова 50-х — «square», що означає «обиватель», «людина, яка не має поганих пристрастей» «людина, що необізнана зі сучасними трендами» (дослівно ж слово «square» означає «квадрат», а L+7 разом наче утворюють форму квадрата). Вислів «L7» можна почути в пісні Сем Шем «Wooly Bully» («Let's not be L7, come and learn to dance…» — «Не будьмо L7, ходімо вчитися танцювати»), в пісні Ріка Джеймса «Bustin' Out» («We're bustin' out of this L-Seven square» — "Ми вириваємося з цього квадрату L7 «), у пісні Пола Маккартні „C Moon“ („I could be L7 and I'll never get to heaven if I fill my head with glue“ — „Це буде L7 — мені ніколи не потрапити на небеса, якщо буду сумувати“) та в пісні Sex Pistols „I Wanna Be Me“ („Don't wanna be L7 I've had enough of this“ — Не хочу бути L7, з мене досить»).
1991 року гурт L7 започаткував серію концертів Rock for Choice, де музиканти могли висловити свою підтримку руху прочойс, яке відстоювало право жінки на аборт. Ініціативу підтримали відомі гурти тої доби, як-от: Pearl Jam, Red Hot Chili Peppers, Nirvana та Rage Against the Machine.
Їхній третій альбом « Bricks Are Heavy», який спродюсував Бутч Віг, у травні 1999 року з'явився у переліку журналу Rolling Stone «Найосновніші звукозаписи 1990-х». Це їхній найуспішніший реліз. Вихід четвертого альбому — «Hungry for Stink» — припав на липень 1994 року, коли саме проводився фестиваль Lollapalooza. Там гурт розділив сцену із The Smashing Pumpkins та The Breeders.
Під час запису наступного альбому, гурт покинула Фінч. Басову партію до альбому «The Beauty Process: Triple Platinum» записали Спаркс та Грета Брінкман. Новим бас-гітаристом гурту стала Гейл Грінвуд, колишня учасниця гурту Belly. 1998 року вийшла псевдодокументальний фільм «L7: The Beauty Process», який зрежисував Кріс Новоселіч.
Останній альбом гурту — «Slap-Happy» — побачив світ 1999 року, але не мав успіху. 17 липня 1999 року гурт замовив літак, який пролетів над юрбою фестивалю Lilith Fair в Пасадені (Каліфорнія). Літак мав банер, на якому писало: «Знудьгував? Втомився? Спробуй L7.» Наступного дня, на фестивалі Warped Tour, літак протягнув такий банер: «Warped, тобі потрібно більше кісок…з любов'ю, L7». Грінвуд згодом покинула гурт. Її замінила Дженіс Танака, колишня учасниця гурту Stone Fox.
2001 року на офіційному вебсайті гурт заявив, що «L7 пішов у безстрокову відпустку». 10 грудня 2014 року L7 на офіційній сторінці у фейсбук повідомили про своє возз'єднання в оригінальному складі (Доніта Спаркс, С'юзі Гарднер, Дженніфер Фінч та Деметра Плакас). У грудні 2016 року має вийти документальний фільм про гурт під назвою «L7: Pretend We're Dead».

## Курйози
Під час їхнього виступу на фестивалі Редінг 1992 року, у гурту виникли технічні неполадки і їм довелося призупинити свій сет. Буйний натовп почав кидати болото на сцену. Доніта Спаркс, своєю чергою, витягнула на сцені тампон та кинула його в натовп з такими словами: «З'їжте мій тампон, негідники!» . Спаркс так і не вибачилася за цей інцидент.
1992 року, під час живого виступу L7 на британській телевізійній програмі «The Word», Спаркс спустила з себе штани та таким чином повністю оголилася до пояса.

## Склад

### Теперішній склад
- Доніта Спаркс — вокал, гітара (1985—2001, 2014–наші дні)
- С'юзі Гарднер — гітара, вокал (1985—2001, 2014–наші дні)
- Дженніфер Фінч — бас-гітара, вокал (1987—1996, 2014–наші дні)
- Деметра Плакас — ударні, вокал (1988—2001, 2014–наші дні)

### Колишні учасники
- Дженіс Танака — бас-гітара (1999—2001)
- Грета Брінкман — бас-гітара (1996)
- Гейл Грінвуд — бас-гітара, вокал (1996—1999)
- Рой Котскі — ударні (1987—1988)
- Енн Андерсон — ударні (1988)

## Дискографія

### Студійні альбоми
- L7 (1988)
- Smell the Magic (1990)
- Bricks Are Heavy (1992)
- Hungry for Stink (1994)
- The Beauty Process: Triple Platinum (1997)
- Slap-Happy (1999)